# Коккапани, Сигизмондо
Сигизмондо Коккапани (итал. Sigismondo Coccapani; 10 августа 1583, Флоренция — 3 марта 1643, Флоренция) — итальянский художник.

## Биография
Родился в 1585 году во Флоренции. Сперва он изучал литературу и математику, однако затем оставил эти занятия ради живописи, и в Риме стал учеником живописца Людовико Карди по прозвищу Чиголи. Около 1610 года Коккапани помогал учителю в создании росписей в римской базилике Санта-Мария-Маджоре. Он также изучал архитектуру под руководством Бернардо Буонталенти и интересовался астрономией, в особенности, солнечной активностью (в круг общения его учителя Чиголи входил астроном Галилео Галилей). Также, вероятно ещё в Риме, Коккапани познакомился со своим ровесником, флорентийцем нидерландского происхождения, учеником Чиголи Джованни Биливерти.
Став самостоятельными художниками, Коккапани и Биливерти вернулись во Флоренцию, где каждый из них завёл собственную мастерскую и учеников. Интересно отметить, что, например, художник Чекко Браво учился как у Биливерти, так и у Коккапани. Б
Коккапани был не только живописцем но и одарённым рисовальщиком. Многие из его рисунков сегодня хранятся в собрании галереи Уффици во Флоренции.
В силу недостаточной изученности творчества Коккапани, художнику нередко приписывают картины созданные в совершенно различных творческих манерах в Италии первой половины XVII столетия. В некоторых случаях Коккапани переатрибутируют картины, автором которых ранее считался его учитель Чиголи, в других случаях, работы, считавшиеся созданными Коккапани наоборот «передаются» другим художникам. Набор картин, представленный ниже в галерее, более или менее случаен, демонстрирует явное разнообразие стилей и отражает лишь искусствоведческую традицию.
Скончался Коккапани в 1643 году во Флоренции.
Брат Сигизмондо, Джованни Коккапани (англ.), был художником и архитектором.

## Галерея

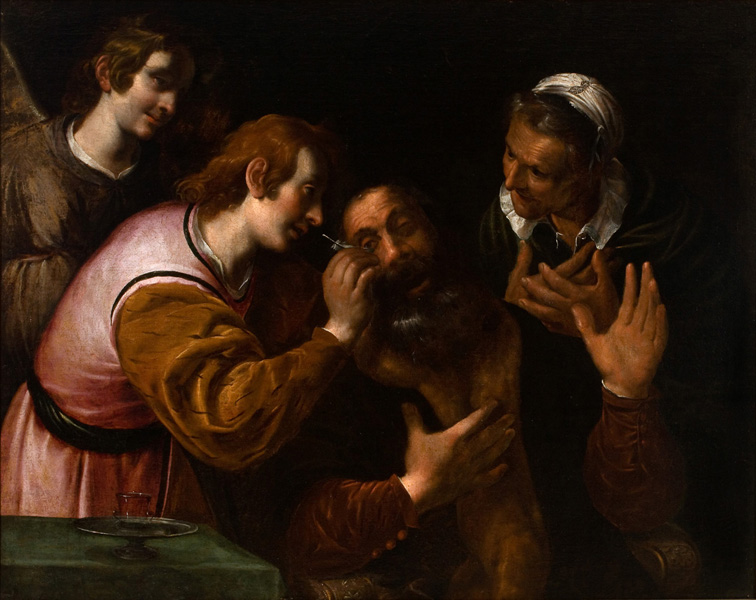
Исцеление отца Товия.
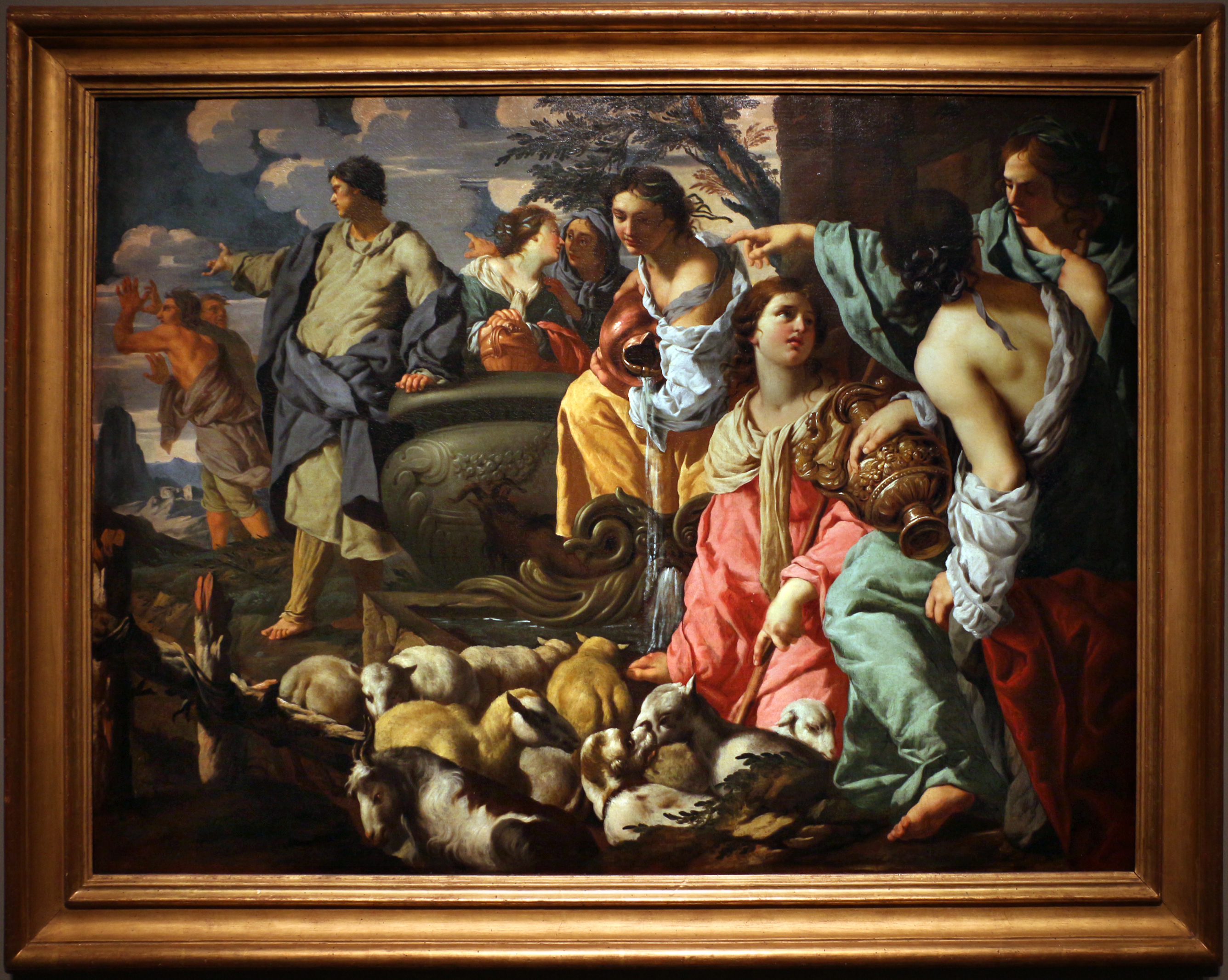
Моисей и дочери Иофора.
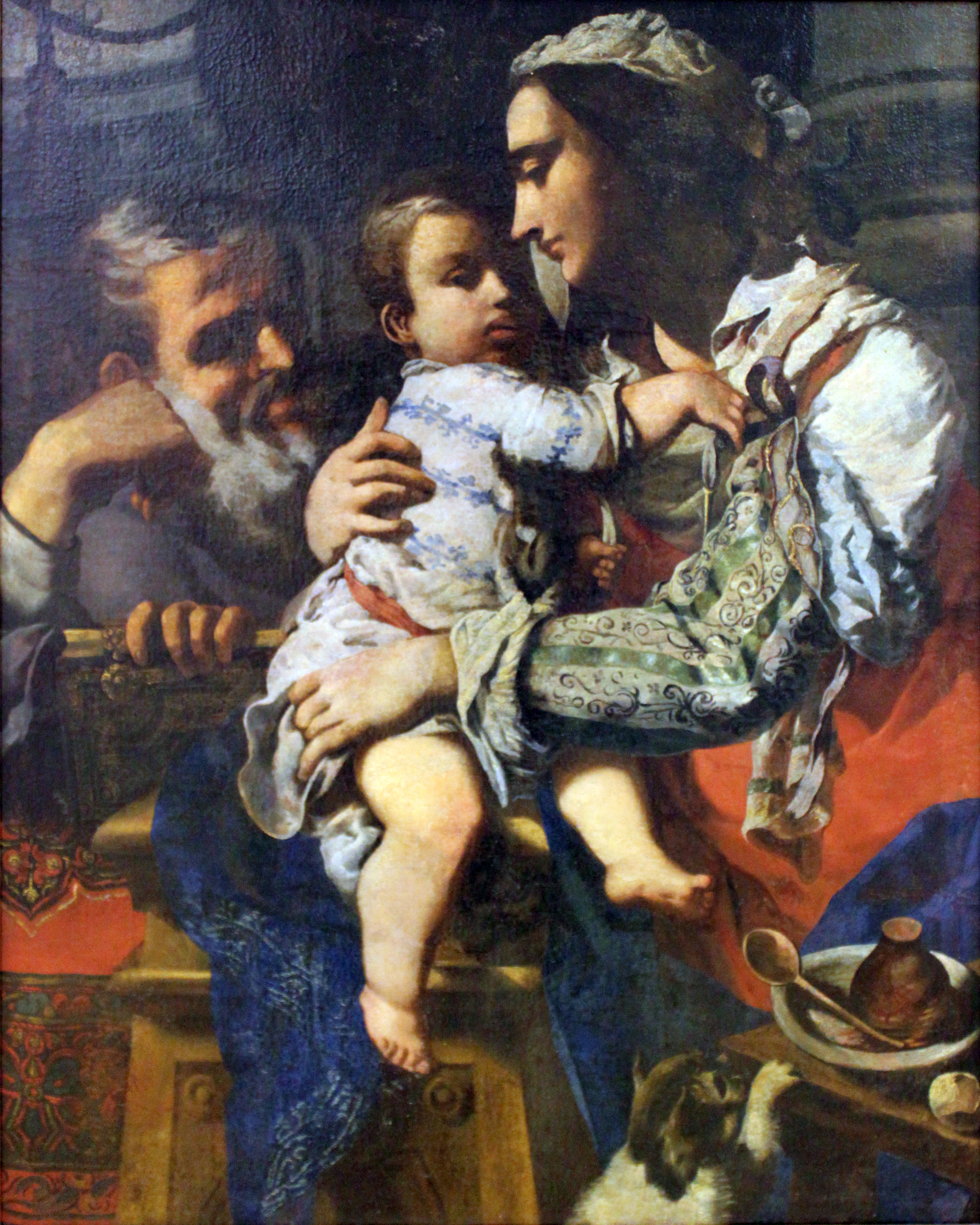
Отдых на пути в Египет.
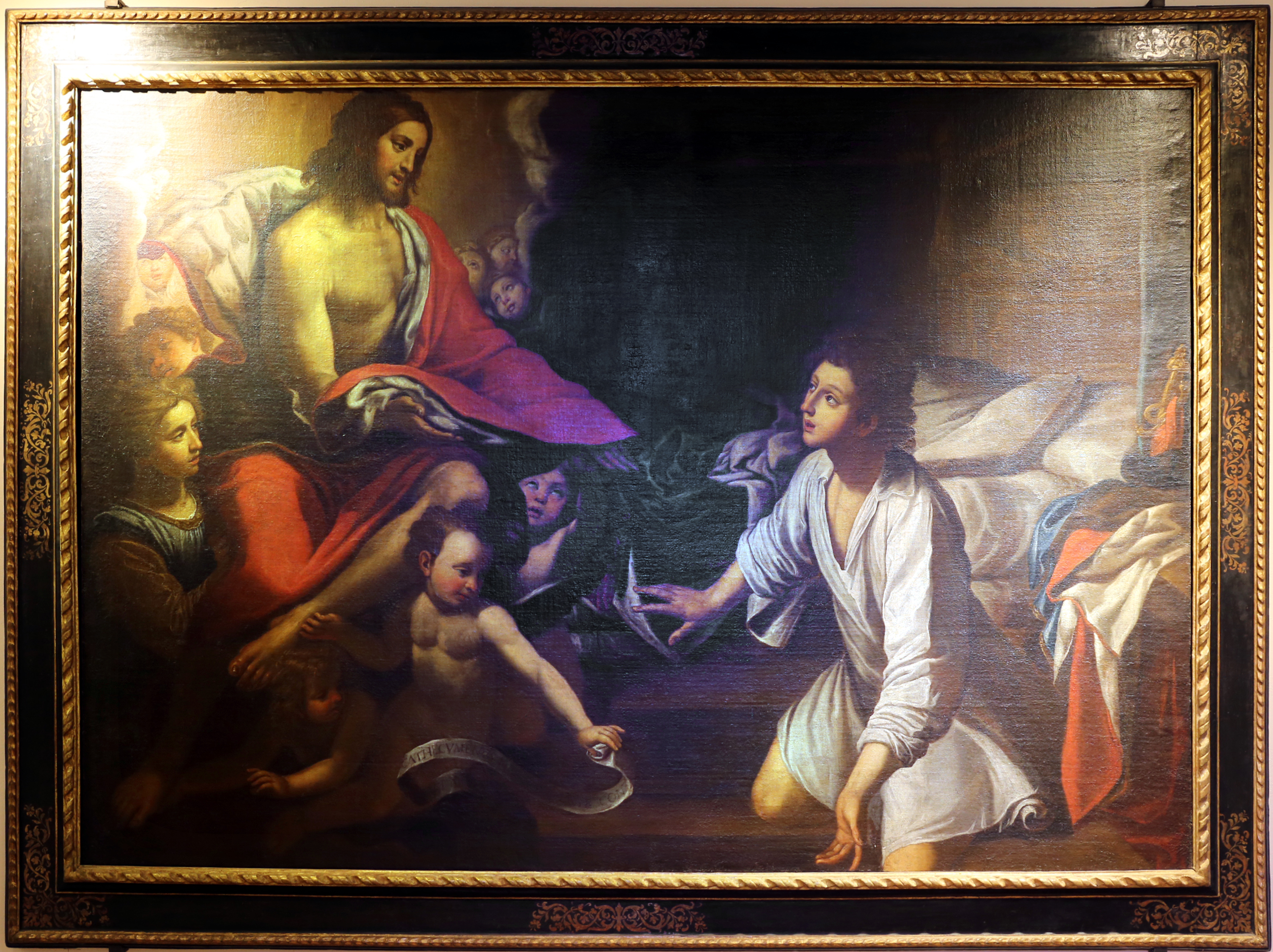
Явление Христа святому.